# 鈴木行
鈴木行（日语：／ Suzuki Iku，本名：鈴木 肇，10月4日—），日本男性動畫師、動畫演出家、動畫導演。

## 經歷、人物
編導廣告時期，鈴木行師從彥根範夫。
之後，他作為自由工作者參與日昇動畫的作品。擔任富野由悠季作品的副導演，並負責《戰鬥裝甲薩芬格爾》所有過場動畫的部分。
他的大部分活動都是擔任各話的導演（演出），但在《HAPPY★LESSON》（2002年）之後，他在大約1年的時間裡創作出帶有人文喜劇風格的作品，使用許多讓人想起1970年代和1980年代的俏皮表演（請參照「參加作品」）。
自2016年起，他一直執導J.C.STAFF作品和雲雀工作室作品的劇集。

## 參加作品

### 執導作品
- 昆蟲物語 孤兒哈奇 (1989年版)（1989年—1990年）
- 暗黑之貓（日语：ダークキャット）（1991年，OVA）
- 亂馬½：決戰桃幻鄉！奪回新娘子!!（日语：らんま1/2 決戦桃幻郷! 花嫁を奪りもどせ!!）（1992年，電影動畫）
- 哈囉刺蝟 ～殺意的領域～（1992年，OVA）
- 母親 最後的少女夏娃（日语：MOTHER 最後の少女イヴ）（1993年，電影動畫）
- 湘南純愛組！ 第3卷（1995年，OVA）
- 鬥魔鬼神傳ONI（日语：闘魔鬼神伝ONI）（1995年）[1]
- 墮落三人組 楠屋敷的咕嚕咕嚕大人（日语：ズッコケ三人組#『ズッコケ三人組 楠屋敷のグルグル様』）（1995年）
- 玩偶遊戲（1995年，OVA）
- FAKE（日语：FAKE (漫画)）（1996年，OVA）
- MAZE☆爆熱時空（1997年）
- MAZE☆爆熱時空：天變威脅的大巨人（1998年）
- 格鬥小霸王（1999年—2000年）
- 遙遠時空 ～紫陽花物語～（2002年，OVA）
- 歡樂★課程 THE TV（2002年）
- 青檸色之戰奇譚（2003年）
- 歡樂★課程 ADVANCE（2003年）
- DearS（2004年）
- 吉永家的石像怪（2006年）
- 月亮的距離（2007年）
- 一起做訓練（日语：いっしょにとれーにんぐ）（2009年，OVA）
- Weiß Survive（2009年）
- 夢色蛋糕師（2009年—2010年）
- 夢色蛋糕師SP Professional（2010年）
- 享用羅德斯島戰記 ～對我來說很美味嗎？～（日语：召しませロードス島戦記 〜それっておいしいの?〜）（2014年）[2]
- 靈劍山 星塵之宴（2016年）[注 1]

### 分鏡、演出 等
1979年
- 科學探險隊（—1980年，分鏡、演出）
- 人造人009 (1979年版)（—1980年，演出）

1980年
- 未來機器人 達爾達尼亞斯（故事分鏡）
- 無敵機器人 托萊達G7（—1981年，故事分鏡、演出）
- 漫畫山田君（日语：おじゃまんが山田くん）（—1982年，分鏡）

1981年
- 愛的教育克歐雷物語（日语：愛の学校クオレ物語）（分鏡）
- 最強機器人 大王者（—1982年，故事分鏡、演出）
- 福星小子 (1981年版)（—1986年，助理導演、分鏡、演出）

1982年
- 戰鬥裝甲薩芬格爾（—1983年，故事分鏡、演出）

1983年
- 聖戰士鄧拜音（—1984年，故事分鏡、演出）
- 小超人帕門 (1983年版)（—1987年，演出）

1984年
- 銀河漂流拜法姆（分鏡）
- 重戰機L-Gaim（故事分鏡）

1986年
- 相聚一刻（—1988年，分鏡、演出）

1987年
- 環遊世界八十天（—1988年，分鏡）

1988年
- 妙手小廚師（分鏡）

1989年
- 亂馬½ 熱鬥篇（—1992年，分鏡）

1990年
- 超級劍豪傳（—1991年，分鏡）

1992年
- 美味大挑戰 特別篇「究極對至高 長壽料理對決」（1992年）、「日美米飯戰爭」（1993年，分鏡[注 2]、演出）
- 超時空保姆（故事分鏡、演出）

1994年
- 霸王大系龍騎士（演出）
- 魔天戰神（分鏡）
- 美少女戰鬥隊（分鏡）

1995年
- 秀逗魔導士（分鏡）
- 鬼神童子ZENKI（分鏡、演出）

1998年
- 愛莉絲SOS（演出）
- 烏龍派出所（分鏡）
- 失落的宇宙（分鏡）
- 秀逗魔導士GORGEOUS（演出）
- 魔術士歐菲（—1999年，分鏡、演出）

1999年
- 男女蹺蹺板（演出）
- 快感指令（日语：快感・フレーズ）（—2000年，分鏡、演出）
- 和爸爸跳舞吧（日语：パパと踊ろう）（分鏡）
- 此時此刻的我（—2000年，分鏡）

2000年
- 闇之末裔（演出）
- 幽浮寶貝（—2002年，分鏡、演出）

2001年
- 魔法戰士李維（分鏡）
- PaRappa the Rapper（日语：パラッパラッパー）（演出）

2003年
- 真月譚 月姬（演出）

2004年
- R.O.D -THE TV-（分鏡）

2005年
- 蜂蜜與四葉草（分鏡）

2008年
- 灼眼的夏娜II（分鏡）
- 死後文（演出）
- 南家三姊妹 ～再來一碗～（分鏡）
- 光速大冒險PIPOPA（—2009年，分鏡、演出）
- 隱王（分鏡）

2012年
- 能量獸之戰獸旋戰鬥（分鏡）

2013年
- 義風堂堂!! 兼續和慶次（分鏡）

2014年
- 魔奇少年 The kingdom of magic（演出）
- Re:␣ HAMATORA（分鏡）

2015年
- 亂步奇譚 拉普拉斯的遊戲（分鏡）

2016年
- 槍彈辯駁3 -The End of 希望峰學園- 未來篇（分鏡）

2017年
- 烏菈菈迷路帖（分鏡）
- MARGINAL#4從KISS開始創造的BigBang（分鏡）
- 人渣的本願（分鏡）
- 劍姬神聖譚 在地下城尋求邂逅是否搞錯了什麼 外傳（分鏡）
- 青春歌舞伎（分鏡）
- 鬼燈的冷徹 第貳期（分鏡）
- 此花綺譚（分鏡）

2018年
- 齊木楠雄的災難 (第2期)（分鏡）
- 殺戮的天使（分鏡）
- 叛逆性百萬亞瑟王（分鏡、演出）

2019年
- 約會大作戰III（分鏡）
- Mysteria Friends（分鏡）
- GIVEN 被贈與的未來（2019年，分鏡）
- 街角魔族（分鏡）
- 拳願阿修羅（分鏡）
- 食戟之靈 神之皿（分鏡）
- Radiant 虛空魔境（分鏡）

2020年
- 食戟之靈 豪之皿（分鏡、演出）
- 夢夢貓（分鏡）
- 在地下城尋求邂逅是否搞錯了什麼III（分鏡）

2021年
- WIXOSS DIVA(A)LIVE（日语：WIXOSS DIVA(A)LIVE）（分鏡）
- 花樣滑冰Stars（2021年，分鏡）
- BLUE REFLECTION：澪（2021年，分鏡）

2022年
- 薔薇王的葬隊（分鏡）
- 失格紋的最強賢者（分鏡）
- 現實主義勇者的王國重建記（分鏡）
- 街角魔族 2丁目（分鏡）

2023年
- 銀砂糖師與黑妖精（分鏡）
- 獻祭公主與獸王（分鏡）

2024年
- Re:Monster（分鏡）
- 2.5次元的誘惑（分鏡）
- 當不成魔法師的女孩（分鏡）
- 唯願來世不相識（分鏡）
- 重啟人生的千金小姐正在攻略龍帝陛下（分鏡）
- 決鬥大師LOST ～追憶的水晶～（分鏡）

2025年
- 末日後酒店（分鏡）
- 男女之間存在純友情嗎？（不，不存在！）（分鏡）
- 美男高校地球防衛部HAIKARA！（日语：美男高校地球防衛部ハイカラ!）（分鏡）

## 腳註